# Europarlamentari della VII legislatura
Gli europarlamentari della VII legislatura, eletti in seguito alle elezioni europee del 2009, sono stati i seguenti.

## Composizione storica
| Europarlamentare                      | Stato       | Lista                                                          | Gruppo    |
| ------------------------------------- | ----------- | -------------------------------------------------------------- | --------- |
| Damien Abad                           | Francia     | UMP - Nuovo Centro                                             | PPE       |
| János Áder                            | Ungheria    | Fidesz - Unione Civica Ungherese                               | PPE       |
| John Stuart Agnew                     | Regno Unito | Partito per l'Indipendenza del Regno Unito                     | EFD       |
| Gabriele Albertini                    | Italia      | Il Popolo della Libertà                                        | PPE       |
| Jan Philipp Albrecht                  | Germania    | Alleanza 90/I Verdi                                            | Verdi/ALE |
| Sonia Alfano                          | Italia      | Italia dei Valori                                              | ALDE      |
| François Alfonsi                      | Francia     | Europa Ecologia (Partito della Nazione Corsa)                  | Verdi/ALE |
| Magdi Cristiano Allam                 | Italia      | Unione di Centro                                               | PPE       |
| Magdalena Alvarez                     | Spagna      | Partito Socialista Operaio Spagnolo                            | S&D       |
| Alexander Alvaro                      | Germania    | Partito Liberale Democratico                                   | ALDE      |
| Luís Paulo Alves                      | Portogallo  | Partito Socialista                                             | S&D       |
| Marta Andreasen                       | Regno Unito | Partito per l'Indipendenza del Regno Unito                     | EFD       |
| Josefa Andrés Barea                   | Spagna      | Partito Socialista Operaio Spagnolo                            | S&D       |
| Laima Liucija Andrikienė              | Lituania    | Unione della Patria - Democratici Cristiani di Lituania        | PPE       |
| Roberta Angelilli                     | Italia      | Il Popolo della Libertà                                        | PPE       |
| Antonello Antinoro                    | Italia      | Unione di Centro                                               | PPE       |
| Elena Oana Antonescu                  | Romania     | Partito Democratico Liberale                                   | PPE       |
| Alfredo Antoniozzi                    | Italia      | Il Popolo della Libertà                                        | PPE       |
| Pablo Arias Echeverría                | Spagna      | Partito Popolare                                               | PPE       |
| Kader Arif                            | Francia     | Partito Socialista                                             | S&D       |
| Pino Arlacchi                         | Italia      | Italia dei Valori                                              | ALDE      |
| Kriton Arsenis                        | Grecia      | Movimento Socialista Panellenico                               | S&D       |
| Richard Ashworth                      | Regno Unito | Partito Conservatore                                           | ECR       |
| Sir Robert Atkins                     | Regno Unito | Partito Conservatore                                           | ECR       |
| John Attard-Montalto                  | Malta       | Partito Laburista                                              | S&D       |
| Sophie Auconie                        | Francia     | UMP - Nuovo Centro                                             | PPE       |
| Jean-Pierre Audy                      | Francia     | Unione per un Movimento Popolare                               | PPE       |
| Margrete Auken                        | Danimarca   | Partito Popolare Socialista                                    | Verdi/ALE |
| Inés Ayala Sender                     | Spagna      | Partito Socialista Operaio Spagnolo                            | S&D       |
| Liam Aylward                          | Irlanda     | Fianna Fáil                                                    | ALDE      |
| Pilar Ayuso                           | Spagna      | Partito Popolare                                               | PPE       |
| Georges Bach                          | Lussemburgo | Partito Popolare Cristiano Sociale                             | PPE       |
| Maria Badia I Cutchet                 | Spagna      | Partito Socialista Operaio Spagnolo                            | S&D       |
| Zigmantas Balčytis                    | Lituania    | Partito Socialdemocratico di Lituania                          | S&D       |
| Zoltán Balczó                         | Ungheria    | Movimento per un'Ungheria Migliore                             | NI        |
| Raffaele Baldassarre                  | Italia      | Il Popolo della Libertà                                        | PPE       |
| Burkhard Balz                         | Germania    | Unione Cristiano-Democratica di Germania                       | PPE       |
| Francesca Balzani                     | Italia      | Partito Democratico                                            | S&D       |
| Michel Barnier                        | Francia     | Unione per un Movimento Popolare                               | PPE       |
| Paolo Bartolozzi                      | Italia      | Il Popolo della Libertà                                        | PPE       |
| Elena Băsescu                         | Romania     | Partito Democratico Liberale                                   | PPE       |
| Regina Bastos                         | Portogallo  | Partito Social Democratico                                     | PPE       |
| Gerard Batten                         | Regno Unito | Partito per l'Indipendenza del Regno Unito                     | EFD       |
| Dominique Baudis                      | Francia     | Unione per un Movimento Popolare                               | PPE       |
| Edit Bauer                            | Slovacchia  | Partito della Coalizione Ungherese                             | PPE       |
| Catherine Bearder                     | Regno Unito | Liberal Democratici                                            | ALDE      |
| George Becali                         | Romania     | Partito Grande Romania                                         | NI        |
| Christophe Béchu                      | Francia     | Unione per un Movimento Popolare                               | PPE       |
| Bas Belder                            | Paesi Bassi | Partito Politico Riformato                                     | EFD       |
| Ivo Belet                             | Belgio      | Cristiano-Democratici e Fiamminghi                             | PPE       |
| Sandrine Bélier                       | Francia     | Europa Ecologia                                                | Verdi/ALE |
| Malika Benarab-Attou                  | Francia     | Europa Ecologia                                                | Verdi/ALE |
| Bendt Bendtsen                        | Danimarca   | Partito Popolare Conservatore                                  | PPE       |
| Jean-Luc Bennahmias                   | Francia     | Movimento Democratico                                          | ALDE      |
| Monika Beňová                         | Slovacchia  | Direzione - Socialdemocrazia                                   | S&D       |
| Pervenche Berès                       | Francia     | Partito Socialista                                             | S&D       |
| Sergio Berlato                        | Italia      | Il Popolo della Libertà                                        | PPE       |
| Luigi Berlinguer                      | Italia      | Partito Democratico                                            | S&D       |
| Thijs Berman                          | Paesi Bassi | Partito del Lavoro                                             | S&D       |
| Jean-Paul Besset                      | Francia     | Europa Ecologia                                                | Verdi/ALE |
| Adam Bielan                           | Polonia     | Diritto e Giustizia                                            | ECR       |
| Izaskun Bilbao Barandica              | Spagna      | Coalizione per l'Europa (Partito Nazionalista Basco)           | ALDE      |
| Slavi Binev                           | Bulgaria    | Unione Nazionale Attacco                                       | NI        |
| Lothar Bisky                          | Germania    | La Sinistra                                                    | GUE/NGL   |
| Mara Bizzotto                         | Italia      | Lega Nord                                                      | EFD       |
| Vilija Blinkevičiūtė                  | Lituania    | Partito Socialdemocratico di Lituania                          | S&D       |
| Godfrey Bloom                         | Regno Unito | Partito per l'Indipendenza del Regno Unito                     | EFD       |
| Sebastian Valentin Bodu               | Romania     | Partito Democratico Liberale                                   | PPE       |
| Reimer Böge                           | Germania    | Unione Cristiano-Democratica di Germania                       | PPE       |
| Lajos Bokros                          | Ungheria    | Forum Democratico Ungherese                                    | ECR       |
| Vito Bonsignore                       | Italia      | Il Popolo della Libertà                                        | PPE       |
| Louis Bontes                          | Paesi Bassi | Partito per la Libertà                                         | NI        |
| Mario Borghezio                       | Italia      | Lega Nord                                                      | EFD       |
| Rita Borsellino                       | Italia      | Partito Democratico                                            | S&D       |
| Piotr Borys                           | Polonia     | Piattaforma Civica                                             | PPE       |
| Victor Boștinaru                      | Romania     | Partito Social Democratico                                     | S&D       |
| José Bové                             | Francia     | Europa Ecologia                                                | Verdi/ALE |
| Sharon Bowles                         | Regno Unito | Liberal Democratici                                            | ALDE      |
| Emine Bozkurt                         | Paesi Bassi | Partito del Lavoro                                             | S&D       |
| Philip Bradbourn                      | Regno Unito | Partito Conservatore                                           | ECR       |
| Franziska Katharina Brantner          | Germania    | Alleanza 90/I Verdi                                            | Verdi/ALE |
| Frieda Brepoels                       | Belgio      | Nuova Alleanza Fiamminga                                       | Verdi/ALE |
| Jan Březina                           | Rep. Ceca   | Unione Cristiana e Democratica - Partito Popolare Cecoslovacco | PPE       |
| Elmar Brok                            | Germania    | Unione Cristiano-Democratica di Germania                       | PPE       |
| Andrew Henry William Brons            | Regno Unito | Partito Nazionale Britannico                                   | NI        |
| Zuzana Brzobohatá                     | Rep. Ceca   | Partito Social Democratico Ceco                                | S&D       |
| John Bufton                           | Regno Unito | Partito per l'Indipendenza del Regno Unito                     | EFD       |
| Udo Bullmann                          | Germania    | Partito Socialdemocratico di Germania                          | S&D       |
| Cristian-Silviu Bușoi                 | Romania     | Partito Nazionale Liberale                                     | ALDE      |
| Simon Busuttil                        | Malta       | Partito Nazionalista                                           | PPE       |
| Reinhard Bütikofer                    | Germania    | Alleanza 90/I Verdi                                            | Verdi/ALE |
| Jerzy Buzek                           | Polonia     | Piattaforma Civica                                             | PPE       |
| Milan Cabrnoch                        | Rep. Ceca   | Partito Democratico Civico                                     | ECR       |
| Alain Cadec                           | Francia     | Unione per un Movimento Popolare                               | PPE       |
| Martin Callanan                       | Regno Unito | Partito Conservatore                                           | ECR       |
| David Campbell Bannerman              | Regno Unito | Partito per l'Indipendenza del Regno Unito                     | EFD       |
| Antonio Cancian                       | Italia      | Il Popolo della Libertà                                        | PPE       |
| Pascal Canfin                         | Francia     | Europa Ecologia                                                | Verdi/ALE |
| Luis Manuel Capoulas Santos           | Portogallo  | Partito Socialista                                             | S&D       |
| Salvatore Caronna                     | Italia      | Partito Democratico                                            | S&D       |
| Maria Da Graça Carvalho               | Portogallo  | Partito Social Democratico                                     | PPE       |
| David Casa                            | Malta       | Partito Nazionalista                                           | PPE       |
| Michael Cashman                       | Regno Unito | Partito Laburista                                              | S&D       |
| Carlo Casini                          | Italia      | Unione di Centro                                               | PPE       |
| Daniel Caspary                        | Germania    | Unione Cristiano-Democratica di Germania                       | PPE       |
| Françoise Castex                      | Francia     | Partito Socialista                                             | S&D       |
| Jean-Marie Cavada                     | Francia     | UMP - Nuovo Centro                                             | PPE       |
| Alejandro Cercas                      | Spagna      | Partito Socialista Operaio Spagnolo                            | S&D       |
| Andrea Češková                        | Rep. Ceca   | Partito Democratico Civico                                     | ECR       |
| Jorgo Chatzimarkakis                  | Germania    | Partito Liberale Democratico                                   | ALDE      |
| Giles Chichester                      | Regno Unito | Partito Conservatore                                           | ECR       |
| Nessa Childers                        | Irlanda     | Partito Laburista                                              | S&D       |
| Nikolaos Chountis                     | Grecia      | Coalizione della Sinistra Radicale                             | GUE/NGL   |
| Ole Christensen                       | Danimarca   | Socialdemocratici                                              | S&D       |
| Philip Claeys                         | Belgio      | Vlaams Belang                                                  | NI        |
| Derek Roland Clark                    | Regno Unito | Partito per l'Indipendenza del Regno Unito                     | EFD       |
| Carlos Coelho                         | Portogallo  | Partito Social Democratico                                     | PPE       |
| Sergio Gaetano Cofferati              | Italia      | Partito Democratico                                            | S&D       |
| Daniel Cohn-Bendit                    | Francia     | Europa Ecologia                                                | Verdi/ALE |
| Giovanni Collino                      | Italia      | Il Popolo della Libertà                                        | PPE       |
| Trevor Colman                         | Regno Unito | Partito per l'Indipendenza del Regno Unito                     | EFD       |
| Lara Comi                             | Italia      | Il Popolo della Libertà                                        | PPE       |
| Anna Maria Corazza Bildt              | Svezia      | Partito Moderato                                               | PPE       |
| Marije Cornelissen                    | Paesi Bassi | Sinistra Verde                                                 | Verdi/ALE |
| António Fernando Correia De Campos    | Portogallo  | Partito Socialista                                             | S&D       |
| Ricardo Cortés Lastra                 | Spagna      | Partito Socialista Operaio Spagnolo                            | S&D       |
| Silvia Costa                          | Italia      | Partito Democratico                                            | S&D       |
| Andrea Cozzolino                      | Italia      | Partito Democratico                                            | S&D       |
| Michael Cramer                        | Germania    | Alleanza 90/I Verdi                                            | Verdi/ALE |
| Corina Crețu                          | Romania     | Partito Social Democratico                                     | S&D       |
| Jürgen Creutzmann                     | Germania    | Partito Liberale Democratico                                   | ALDE      |
| Rosario Crocetta                      | Italia      | Partito Democratico                                            | S&D       |
| Brian Crowley                         | Irlanda     | Fianna Fáil                                                    | ALDE      |
| George Sabin Cutaș                    | Romania     | Partito Conservatore                                           | S&D       |
| Tadeusz Cymański                      | Polonia     | Diritto e Giustizia                                            | ECR       |
| Ryszard Czarnecki                     | Polonia     | Diritto e Giustizia                                            | ECR       |
| Frédéric Daerden                      | Belgio      | Partito Socialista                                             | S&D       |
| Viorica Dăncilă                       | Romania     | Partito Social Democratico                                     | S&D       |
| Arnaud Danjean                        | Francia     | Unione per un Movimento Popolare                               | PPE       |
| Michel Dantin                         | Francia     | Unione per un Movimento Popolare                               | PPE       |
| Rachida Dati                          | Francia     | Unione per un Movimento Popolare                               | PPE       |
| Joseph Daul                           | Francia     | Unione per un Movimento Popolare                               | PPE       |
| Mário David                           | Portogallo  | Partito Social Democratico                                     | PPE       |
| Chris Davies                          | Regno Unito | Liberal Democratici                                            | ALDE      |
| Francesco De Angelis                  | Italia      | Partito Democratico                                            | S&D       |
| Bairbre De Brún                       | Regno Unito | Sinn Féin                                                      | GUE/NGL   |
| Paolo De Castro                       | Italia      | Partito Democratico                                            | S&D       |
| Luis De Grandes Pascual               | Spagna      | Partito Popolare                                               | PPE       |
| Jean-Luc Dehaene                      | Belgio      | Cristiano-Democratici e Fiamminghi                             | PPE       |
| Dennis De Jong                        | Paesi Bassi | Partito Socialista                                             | GUE/NGL   |
| Véronique De Keyser                   | Belgio      | Partito Socialista                                             | S&D       |
| Esther De Lange                       | Paesi Bassi | Appello Cristiano Democratico                                  | PPE       |
| Pilar Del Castillo Vera               | Spagna      | Partito Popolare                                               | PPE       |
| Karima Delli                          | Francia     | Europa Ecologia                                                | Verdi/ALE |
| Emilio Menéndez Del Valle             | Spagna      | Partito Socialista Operaio Spagnolo                            | S&D       |
| Anne Delvaux                          | Belgio      | Centro Democratico Umanista                                    | PPE       |
| Luigi De Magistris                    | Italia      | Italia dei Valori                                              | ALDE      |
| Luigi Ciriaco De Mita                 | Italia      | Unione di Centro                                               | PPE       |
| Proinsias De Rossa                    | Irlanda     | Partito Laburista                                              | S&D       |
| Marielle de Sarnez                    | Francia     | Movimento Democratico                                          | ALDE      |
| Harlem Désir                          | Francia     | Partito Socialista                                             | S&D       |
| Albert Dess                           | Germania    | Unione Cristiano-Sociale in Baviera                            | PPE       |
| Tamás Deutsch                         | Ungheria    | Fidesz - Unione Civica Ungherese                               | PPE       |
| Nirj Deva                             | Regno Unito | Partito Conservatore                                           | ECR       |
| Íñigo Méndez De Vigo                  | Spagna      | Partito Popolare                                               | PPE       |
| Philippe de Villiers                  | Francia     | Movimento per la Francia                                       | EFD       |
| Christine De Veyrac                   | Francia     | Unione per un Movimento Popolare                               | PPE       |
| Agustín Díaz De Mera García Consuegra | Spagna      | Partito Popolare                                               | PPE       |
| Diane Dodds                           | Regno Unito | Partito Unionista Democratico                                  | NI        |
| Leonardo Domenici                     | Italia      | Partito Democratico                                            | S&D       |
| Leonidas Donskis                      | Lituania    | Movimento dei Liberali della Repubblica di Lituania            | ALDE      |
| Herbert Dorfmann                      | Italia      | Südtiroler Volkspartei                                         | PPE       |
| Andrew Duff                           | Regno Unito | Liberal Democratici                                            | ALDE      |
| Isabelle Durant                       | Belgio      | Ecolo                                                          | Verdi/ALE |
| Robert Dušek                          | Rep. Ceca   | Partito Social Democratico Ceco                                | S&D       |
| Christian Ehler                       | Germania    | Unione Cristiano-Democratica di Germania                       | PPE       |
| Martin Ehrenhauser                    | Austria     | Lista Hans-Peter Martin                                        | NI        |
| Bas Eickhout                          | Paesi Bassi | Sinistra Verde                                                 | Verdi/ALE |
| Lena Ek                               | Svezia      | Partito di Centro                                              | ALDE      |
| Saïd El Khadraoui                     | Belgio      | Partito Socialista Differente                                  | S&D       |
| James Elles                           | Regno Unito | Partito Conservatore                                           | ECR       |
| Ioan Enciu                            | Romania     | Partito Social Democratico                                     | S&D       |
| Frank Engel                           | Lussemburgo | Partito Popolare Cristiano Sociale                             | PPE       |
| Christian Engström                    | Svezia      | Partito Pirata                                                 | Verdi/ALE |
| Derk Jan Eppink                       | Belgio      | Lista Dedecker                                                 | ECR       |
| Cornelia Ernst                        | Germania    | La Sinistra                                                    | GUE/NGL   |
| Ismail Ertug                          | Germania    | Partito Socialdemocratico di Germania                          | S&D       |
| Sari Essayah                          | Finlandia   | Democratici Cristiani Finlandesi                               | PPE       |
| Rosa Estaràs Ferragut                 | Spagna      | Partito Popolare                                               | PPE       |
| Edite Estrela                         | Portogallo  | Partito Socialista                                             | S&D       |
| Jill Evans                            | Regno Unito | Plaid Cymru                                                    | Verdi/ALE |
| Hynek Fajmon                          | Rep. Ceca   | Partito Democratico Civico                                     | ECR       |
| Tanja Fajon                           | Slovenia    | Socialdemocratici                                              | S&D       |
| Richard Falbr                         | Rep. Ceca   | Partito Social Democratico Ceco                                | S&D       |
| Nigel Farage                          | Regno Unito | Partito per l'Indipendenza del Regno Unito                     | EFD       |
| Göran Färm                            | Svezia      | Partito Socialdemocratico dei Lavoratori di Svezia             | S&D       |
| Diogo Feio                            | Portogallo  | CDS - Partito Popolare                                         | PPE       |
| Markus Ferber                         | Germania    | Unione Cristiano-Sociale in Baviera                            | PPE       |
| José Manuel Fernandes                 | Portogallo  | Partito Social Democratico                                     | PPE       |
| Elisa Ferreira                        | Portogallo  | Partito Socialista                                             | S&D       |
| João Ferreira                         | Portogallo  | Coalizione Democratica Unitaria (Partito Comunista Portoghese) | GUE/NGL   |
| Carlo Fidanza                         | Italia      | Il Popolo della Libertà                                        | PPE       |
| Ilda Figueiredo                       | Portogallo  | Coalizione Democratica Unitaria (Partito Comunista Portoghese) | GUE/NGL   |
| Santiago Fisas Ayxelà                 | Spagna      | Partito Popolare                                               | PPE       |
| Christofer Fjellner                   | Svezia      | Partito Moderato                                               | PPE       |
| Hélène Flautre                        | Francia     | Europa Ecologia                                                | Verdi/ALE |
| Knut Fleckenstein                     | Germania    | Partito Socialdemocratico di Germania                          | S&D       |
| Karl-Heinz Florenz                    | Germania    | Unione Cristiano-Democratica di Germania                       | PPE       |
| Lorenzo Fontana                       | Italia      | Lega Nord                                                      | EFD       |
| Vicky Ford                            | Regno Unito | Partito Conservatore                                           | ECR       |
| Jacqueline Foster                     | Regno Unito | Partito Conservatore                                           | ECR       |
| Ashley Fox                            | Regno Unito | Partito Conservatore                                           | ECR       |
| Carmen Fraga Estévez                  | Spagna      | Partito Popolare                                               | PPE       |
| Gaston Franco                         | Francia     | Unione per un Movimento Popolare                               | PPE       |
| Marija Gabriel                        | Bulgaria    | Cittadini per lo Sviluppo Europeo della Bulgaria               | PPE       |
| Michael Gahler                        | Germania    | Unione Cristiano-Democratica di Germania                       | PPE       |
| Kinga Gál                             | Ungheria    | Fidesz - Unione Civica Ungherese                               | PPE       |
| Pat The Cope Gallagher                | Irlanda     | Fianna Fáil                                                    | ALDE      |
| Marielle Boullier Gallo               | Francia     | UMP - La Sinistra Moderna                                      | PPE       |
| José Manuel García-Margallo Y Marfil  | Spagna      | Partito Popolare                                               | PPE       |
| Iratxe García Pérez                   | Spagna      | Partito Socialista Operaio Spagnolo                            | S&D       |
| Eider Gardiazabal Rubial              | Spagna      | Partito Socialista Operaio Spagnolo                            | S&D       |
| Elisabetta Gardini                    | Italia      | Il Popolo della Libertà                                        | PPE       |
| Salvador Garriga Polledo              | Spagna      | Partito Popolare                                               | PPE       |
| Jean-Paul Gauzès                      | Francia     | Unione per un Movimento Popolare                               | PPE       |
| Evelyne Gebhardt                      | Germania    | Partito Socialdemocratico di Germania                          | S&D       |
| Jens Geier                            | Germania    | Partito Socialdemocratico di Germania                          | S&D       |
| Gerben-Jan Gerbrandy                  | Paesi Bassi | Democratici 66                                                 | ALDE      |
| Lidia Joanna Geringer De Oedenberg    | Polonia     | Alleanza della Sinistra Democratica                            | S&D       |
| Marietta Giannakou                    | Grecia      | Nuova Democrazia                                               | PPE       |
| Sven Giegold                          | Germania    | Alleanza 90/I Verdi                                            | Verdi/ALE |
| Adam Gierek                           | Polonia     | Unione del Lavoro                                              | S&D       |
| Julie Girling                         | Regno Unito | Partito Conservatore                                           | ECR       |
| Norbert Glante                        | Germania    | Partito Socialdemocratico di Germania                          | S&D       |
| Béla Glattfelder                      | Ungheria    | Fidesz - Unione Civica Ungherese                               | PPE       |
| Ivars Godmanis                        | Lettonia    | Primo Partito di Lettonia - Via Lettone                        | ALDE      |
| Robert Goebbels                       | Lussemburgo | Partito Operaio Socialista Lussemburghese                      | S&D       |
| Charles Goerens                       | Lussemburgo | Partito Democratico                                            | ALDE      |
| Bruno Gollnisch                       | Francia     | Fronte Nazionale                                               | NI        |
| Ana Gomes                             | Portogallo  | Partito Socialista                                             | S&D       |
| Kinga Göncz                           | Ungheria    | Partito Socialista Ungherese                                   | S&D       |
| Sylvie Goulard                        | Francia     | Movimento Democratico                                          | ALDE      |
| Ingeborg Grässle                      | Germania    | Unione Cristiano-Democratica di Germania                       | PPE       |
| Louis Grech                           | Malta       | Partito Laburista                                              | S&D       |
| Estelle Grelier                       | Francia     | Partito Socialista                                             | S&D       |
| Catherine Grèze                       | Francia     | Europa Ecologia                                                | Verdi/ALE |
| Nathalie Griesbeck                    | Francia     | Movimento Democratico                                          | ALDE      |
| Nick Griffin                          | Regno Unito | Partito Nazionale Britannico                                   | NI        |
| Marek Józef Gróbarczyk                | Polonia     | Diritto e Giustizia                                            | ECR       |
| Matthias Groote                       | Germania    | Partito Socialdemocratico di Germania                          | S&D       |
| Mathieu Grosch                        | Belgio      | Partito Cristiano Sociale                                      | PPE       |
| Françoise Grossetête                  | Francia     | Unione per un Movimento Popolare                               | PPE       |
| Pascale Gruny                         | Francia     | Unione per un Movimento Popolare                               | PPE       |
| Andrzej Grzyb                         | Polonia     | Partito Popolare Polacco                                       | PPE       |
| Roberto Gualtieri                     | Italia      | Partito Democratico                                            | S&D       |
| Enrique Guerrero Salom                | Spagna      | Partito Socialista Operaio Spagnolo                            | S&D       |
| Sylvie Guillaume                      | Francia     | Partito Socialista                                             | S&D       |
| Zita Gurmai                           | Ungheria    | Partito Socialista Ungherese                                   | S&D       |
| Cristina Gutiérrez-Cortines           | Spagna      | Partito Popolare                                               | PPE       |
| Enikő Győri                           | Ungheria    | Fidesz - Unione Civica Ungherese                               | PPE       |
| András Gyürk                          | Ungheria    | Fidesz - Unione Civica Ungherese                               | PPE       |
| Takis Hadjigeorgiou                   | Cipro       | Partito Progressista dei Lavoratori                            | GUE/NGL   |
| Gerald Häfner                         | Germania    | Alleanza 90/I Verdi                                            | Verdi/ALE |
| Carl Haglund                          | Finlandia   | Partito Popolare Svedese                                       | ALDE      |
| Fiona Hall                            | Regno Unito | Liberal Democratici                                            | ALDE      |
| Thomas Händel                         | Germania    | La Sinistra                                                    | GUE/NGL   |
| Małgorzata Handzlik                   | Polonia     | Piattaforma Civica                                             | PPE       |
| Ágnes Hankiss                         | Ungheria    | Fidesz - Unione Civica Ungherese                               | PPE       |
| Daniel Hannan                         | Regno Unito | Partito Conservatore                                           | ECR       |
| Malcolm Harbour                       | Regno Unito | Partito Conservatore                                           | ECR       |
| Marian Harkin                         | Irlanda     | Indipendente                                                   | ALDE      |
| Rebecca Harms                         | Germania    | Alleanza 90/I Verdi                                            | Verdi/ALE |
| Satu Hassi                            | Finlandia   | Lega Verde                                                     | Verdi/ALE |
| Jutta Haug                            | Germania    | Partito Socialdemocratico di Germania                          | S&D       |
| Martin Häusling                       | Germania    | Alleanza 90/I Verdi                                            | Verdi/ALE |
| Heidi Hautala                         | Finlandia   | Lega Verde                                                     | Verdi/ALE |
| Jiří Havel                            | Rep. Ceca   | Partito Social Democratico Ceco                                | S&D       |
| Anna Hedh                             | Svezia      | Partito Socialdemocratico dei Lavoratori di Svezia             | S&D       |
| Roger Helmer                          | Regno Unito | Partito Conservatore                                           | ECR       |
| Jacky Hénin                           | Francia     | Fronte di Sinistra (Partito Comunista Francese)                | GUE/NGL   |
| Jeanine Hennis-Plasschaert            | Paesi Bassi | Partito Popolare per la Libertà e la Democrazia                | ALDE      |
| Edit Herczog                          | Ungheria    | Partito Socialista Ungherese                                   | S&D       |
| Esther Herranz García                 | Spagna      | Partito Popolare                                               | PPE       |
| Jolanta Emilia Hibner                 | Polonia     | Piattaforma Civica                                             | PPE       |
| Jim Higgins                           | Irlanda     | Fine Gael                                                      | PPE       |
| Joe Higgins                           | Irlanda     | Partito Socialista                                             | GUE/NGL   |
| Nadja Hirsch                          | Germania    | Partito Liberale Democratico                                   | ALDE      |
| Liem Hoang Ngoc                       | Francia     | Partito Socialista                                             | S&D       |
| Élie Hoarau                           | Francia     | Alleanza d'Oltremare (Partito Comunista Riunionese)            | GUE/NGL   |
| Monika Hohlmeier                      | Germania    | Unione Cristiano-Sociale in Baviera                            | PPE       |
| Gunnar Hökmark                        | Svezia      | Partito Moderato                                               | PPE       |
| Mary Honeyball                        | Regno Unito | Partito Laburista                                              | S&D       |
| Richard Howitt                        | Regno Unito | Partito Laburista                                              | S&D       |
| Danuta Maria Hübner                   | Polonia     | Piattaforma Civica                                             | PPE       |
| Ian Hudghton                          | Regno Unito | Partito Nazionale Scozzese                                     | Verdi/ALE |
| Stephen Hughes                        | Regno Unito | Partito Laburista                                              | S&D       |
| Filiz Hyusmenova                      | Bulgaria    | Movimento per i Diritti e le Libertà                           | ALDE      |
| Salvatore Iacolino                    | Italia      | Il Popolo della Libertà                                        | PPE       |
| Anna Ibrisagic                        | Svezia      | Partito Moderato                                               | PPE       |
| Stanimir Ilchev                       | Bulgaria    | Movimento Nazionale per la Stabilità e il Progresso            | ALDE      |
| Juozas Imbrasas                       | Lituania    | Ordine e Giustizia                                             | EFD       |
| Sophia in 't Veld                     | Paesi Bassi | Democratici 66                                                 | ALDE      |
| Iliana Iotova                         | Bulgaria    | Coalizione per la Bulgaria (Partito Socialista Bulgaro)        | S&D       |
| Vincenzo Iovine                       | Italia      | Italia dei Valori                                              | ALDE      |
| Ville Itälä                           | Finlandia   | Partito di Coalizione Nazionale                                | PPE       |
| Carlos Iturgaiz                       | Spagna      | Partito Popolare                                               | PPE       |
| Cătălin Sorin Ivan                    | Romania     | Partito Social Democratico                                     | S&D       |
| Iliana Ivanova                        | Bulgaria    | Cittadini per lo Sviluppo Europeo della Bulgaria               | PPE       |
| Liisa Jaakonsaari                     | Finlandia   | Partito Socialdemocratico Finlandese                           | S&D       |
| Anneli Jäätteenmäki                   | Finlandia   | Partito di Centro Finlandese                                   | ALDE      |
| Yannick Jadot                         | Francia     | Europa Ecologia                                                | Verdi/ALE |
| Peter Jahr                            | Germania    | Unione Cristiano-Democratica di Germania                       | PPE       |
| Lívia Járóka                          | Ungheria    | Fidesz - Unione Civica Ungherese                               | PPE       |
| Ramón Jáuregui Atondo                 | Spagna      | Partito Socialista Operaio Spagnolo                            | S&D       |
| Danuta Jazłowiecka                    | Polonia     | Piattaforma Civica                                             | PPE       |
| Sidonia Mazur                         | Polonia     | Piattaforma Civica                                             | PPE       |
| Elisabeth Jeggle                      | Germania    | Unione Cristiano-Democratica di Germania                       | PPE       |
| Anne E. Jensen                        | Danimarca   | Venstre                                                        | ALDE      |
| Teresa Jiménez-Becerril Barrio        | Spagna      | Partito Popolare                                               | PPE       |
| Eva Joly                              | Francia     | Europa Ecologia                                                | Verdi/ALE |
| Romana Jordan                         | Slovenia    | Partito Democratico Sloveno                                    | PPE       |
| Dan Jørgensen                         | Danimarca   | Socialdemocratici                                              | S&D       |
| Oriol Junqueras I Vies                | Spagna      | Europa dei Popoli (Sinistra Repubblicana di Catalogna)         | Verdi/ALE |
| Philippe Juvin                        | Francia     | Unione per un Movimento Popolare                               | PPE       |
| Jelko Kacin                           | Slovenia    | Democrazia Liberale di Slovenia                                | ALDE      |
| Filip Kaczmarek                       | Polonia     | Piattaforma Civica                                             | PPE       |
| Karin Kadenbach                       | Austria     | Partito Socialdemocratico d'Austria                            | S&D       |
| Ivailo Kalfin                         | Bulgaria    | Coalizione per la Bulgaria (Partito Socialista Bulgaro)        | S&D       |
| Jarosław Kalinowski                   | Polonia     | Partito Popolare Polacco                                       | PPE       |
| Sandra Kalniete                       | Lettonia    | Unione Civica                                                  | PPE       |
| Syed Kamall                           | Regno Unito | Partito Conservatore                                           | ECR       |
| Michał Tomasz Kamiński                | Polonia     | Diritto e Giustizia                                            | ECR       |
| Petra Kammerevert                     | Germania    | Partito Socialdemocratico di Germania                          | S&D       |
| Othmar Karas                          | Austria     | Partito Popolare Austriaco                                     | PPE       |
| Sajjad Karim                          | Regno Unito | Partito Conservatore                                           | ECR       |
| Krišjānis Kariņš                      | Lettonia    | Nuova Era                                                      | PPE       |
| Ioannis Kasoulides                    | Cipro       | Raggruppamento Democratico                                     | PPE       |
| Martin Kastler                        | Germania    | Unione Cristiano-Sociale in Baviera                            | PPE       |
| Metin Kazak                           | Bulgaria    | Movimento per i Diritti e le Libertà                           | ALDE      |
| Tunne Kelam                           | Estonia     | Unione Patria e Res Publica                                    | PPE       |
| Ska Keller                            | Germania    | Alleanza 90/I Verdi                                            | Verdi/ALE |
| Alan Kelly                            | Irlanda     | Partito Laburista                                              | S&D       |
| Seán Kelly                            | Irlanda     | Fine Gael                                                      | PPE       |
| Nicole Kiil-Nielsen                   | Francia     | Europa Ecologia                                                | Verdi/ALE |
| Evgeni Kirilov                        | Bulgaria    | Coalizione per la Bulgaria (Partito Socialista Bulgaro)        | S&D       |
| Timothy Kirkhope                      | Regno Unito | Partito Conservatore                                           | ECR       |
| Christa Klass                         | Germania    | Unione Cristiano-Democratica di Germania                       | PPE       |
| Wolf Klinz                            | Germania    | Partito Liberale Democratico                                   | ALDE      |
| Jürgen Klute                          | Germania    | La Sinistra                                                    | GUE/NGL   |
| Dieter-Lebrecht Koch                  | Germania    | Unione Cristiano-Democratica di Germania                       | PPE       |
| Silvana Koch-Mehrin                   | Germania    | Partito Liberale Democratico                                   | ALDE      |
| Jaromír Kohlíček                      | Rep. Ceca   | Partito Comunista di Boemia e Moravia                          | GUE/NGL   |
| Lena Kolarska-Bobińska                | Polonia     | Piattaforma Civica                                             | PPE       |
| Maria Eleni Koppa                     | Grecia      | Movimento Socialista Panellenico                               | S&D       |
| Eija-Riitta Korhola                   | Finlandia   | Partito di Coalizione Nazionale                                | PPE       |
| Ádám Kósa                             | Ungheria    | Fidesz - Unione Civica Ungherese                               | PPE       |
| Elisabeth Köstinger                   | Austria     | Partito Popolare Austriaco                                     | PPE       |
| Georgios Koumoutsakos                 | Grecia      | Nuova Democrazia                                               | PPE       |
| Paweł Robert Kowal                    | Polonia     | Diritto e Giustizia                                            | ECR       |
| Sergej Kozlík                         | Slovacchia  | Partito Popolare - Movimento per una Slovacchia Democratica    | ALDE      |
| Edvard Kožušník                       | Rep. Ceca   | Partito Democratico Civico                                     | ECR       |
| Holger Krahmer                        | Germania    | Partito Liberale Democratico                                   | ALDE      |
| Rodi Kratsa-Tsagaropoulou             | Grecia      | Nuova Democrazia                                               | PPE       |
| Constanze Krehl                       | Germania    | Partito Socialdemocratico di Germania                          | S&D       |
| Wolfgang Kreissl-Dörfler              | Germania    | Partito Socialdemocratico di Germania                          | S&D       |
| Werner Kuhn                           | Germania    | Unione Cristiano-Democratica di Germania                       | PPE       |
| Eduard Kukan                          | Slovacchia  | Unione Democratica e Cristiana Slovacca - Partito Democratico  | PPE       |
| Jacek Olgierd Kurski                  | Polonia     | Diritto e Giustizia                                            | ECR       |
| Alain Lamassoure                      | Francia     | Unione per un Movimento Popolare                               | PPE       |
| Jean Lambert                          | Regno Unito | Partito Verde di Inghilterra e Galles                          | Verdi/ALE |
| Philippe Lamberts                     | Belgio      | Ecolo                                                          | Verdi/ALE |
| Stavros Lambrinidis                   | Grecia      | Movimento Socialista Panellenico                               | S&D       |
| Alexander Graf Lambsdorff             | Germania    | Partito Liberale Democratico                                   | ALDE      |
| Vytautas Landsbergis                  | Lituania    | Unione della Patria - Democratici Cristiani di Lituania        | PPE       |
| Bernd Lange                           | Germania    | Partito Socialdemocratico di Germania                          | S&D       |
| Werner Langen                         | Germania    | Unione Cristiano-Democratica di Germania                       | PPE       |
| Giovanni La Via                       | Italia      | Il Popolo della Libertà                                        | PPE       |
| Kurt Lechner                          | Germania    | Unione Cristiano-Democratica di Germania                       | PPE       |
| Stéphane Le Foll                      | Francia     | Partito Socialista                                             | S&D       |
| William Legge (William Dartmouth)     | Regno Unito | Partito per l'Indipendenza del Regno Unito                     | EFD       |
| Ryszard Antoni Legutko                | Polonia     | Diritto e Giustizia                                            | ECR       |
| Klaus-Heiner Lehne                    | Germania    | Unione Cristiano-Democratica di Germania                       | PPE       |
| Patrick Le Hyaric                     | Francia     | Fronte di Sinistra (Partito Comunista Francese)                | GUE/NGL   |
| Jörg Leichtfried                      | Austria     | Partito Socialdemocratico d'Austria                            | S&D       |
| Jo Leinen                             | Germania    | Partito Socialdemocratico di Germania                          | S&D       |
| Corinne Lepage                        | Francia     | Movimento Democratico                                          | ALDE      |
| Jean-Marie Le Pen                     | Francia     | Fronte Nazionale                                               | NI        |
| Marine Le Pen                         | Francia     | Fronte Nazionale                                               | NI        |
| Janusz Lewandowski                    | Polonia     | Piattaforma Civica                                             | PPE       |
| Bogusław Liberadzki                   | Polonia     | Alleanza della Sinistra Democratica                            | S&D       |
| Eva Lichtenberger                     | Austria     | I Verdi                                                        | Verdi/ALE |
| Peter Liese                           | Germania    | Unione Cristiano-Democratica di Germania                       | PPE       |
| Kartika Tamara Liotard                | Paesi Bassi | Partito Socialista                                             | GUE/NGL   |
| Krzysztof Lisek                       | Polonia     | Piattaforma Civica                                             | PPE       |
| Barbara Lochbihler                    | Germania    | Alleanza 90/I Verdi                                            | Verdi/ALE |
| Morten Løkkegaard                     | Danimarca   | Venstre                                                        | ALDE      |
| Verónica Lope Fontagné                | Spagna      | Partito Popolare                                               | PPE       |
| Juan Fernando López Aguilar           | Spagna      | Partito Socialista Operaio Spagnolo                            | S&D       |
| Antonio López-Istúriz White           | Spagna      | Partito Popolare                                               | PPE       |
| Sabine Lösing                         | Germania    | La Sinistra                                                    | GUE/NGL   |
| Isabella Lövin                        | Svezia      | Partito Ambientalista i Verdi                                  | Verdi/ALE |
| Caroline Lucas                        | Regno Unito | Partito Verde di Inghilterra e Galles                          | Verdi/ALE |
| Baroness Sarah Ludford                | Regno Unito | Liberal Democratici                                            | ALDE      |
| Olle Ludvigsson                       | Svezia      | Partito Socialdemocratico dei Lavoratori di Svezia             | S&D       |
| Petru Constantin Luhan                | Romania     | Partito Democratico Liberale                                   | PPE       |
| Elżbieta Katarzyna Łukacijewska       | Polonia     | Piattaforma Civica                                             | PPE       |
| Astrid Lulling                        | Lussemburgo | Partito Popolare Cristiano Sociale                             | PPE       |
| Ulrike Lunacek                        | Austria     | I Verdi                                                        | Verdi/ALE |
| Elizabeth Lynne                       | Regno Unito | Liberal Democratici                                            | ALDE      |
| George Lyon                           | Regno Unito | Liberal Democratici                                            | ALDE      |
| Monica Macovei                        | Romania     | Partito Democratico Liberale                                   | PPE       |
| Barry Madlener                        | Paesi Bassi | Partito per la Libertà                                         | NI        |
| Antonius Manders                      | Paesi Bassi | Partito Popolare per la Libertà e la Democrazia                | ALDE      |
| Ramona Nicole Mănescu                 | Romania     | Partito Nazionale Liberale                                     | ALDE      |
| Vladimír Maňka                        | Slovacchia  | Direzione - Socialdemocrazia                                   | S&D       |
| Thomas Mann                           | Germania    | Unione Cristiano-Democratica di Germania                       | PPE       |
| Bogdan Kazimierz Marcinkiewicz        | Polonia     | Piattaforma Civica                                             | PPE       |
| Jean-Claude Marcourt                  | Belgio      | Partito Socialista                                             | S&D       |
| Marian-Jean Marinescu                 | Romania     | Partito Democratico Liberale                                   | PPE       |
| David Martin                          | Regno Unito | Partito Laburista                                              | S&D       |
| Hans-Peter Martin                     | Austria     | Lista Hans-Peter Martin                                        | NI        |
| Miguel Angel Martínez Martínez        | Spagna      | Partito Socialista Operaio Spagnolo                            | S&D       |
| Antonio Masip Hidalgo                 | Spagna      | Partito Socialista Operaio Spagnolo                            | S&D       |
| Jiří Maštálka                         | Rep. Ceca   | Partito Comunista di Boemia e Moravia                          | GUE/NGL   |
| Clemente Mastella                     | Italia      | Il Popolo della Libertà                                        | PPE       |
| Barbara Matera                        | Italia      | Il Popolo della Libertà                                        | PPE       |
| Véronique Mathieu Houillon            | Francia     | Unione per un Movimento Popolare                               | PPE       |
| Marisa Matias                         | Portogallo  | Blocco di Sinistra                                             | GUE/NGL   |
| Gabriel Mato                          | Spagna      | Partito Popolare                                               | PPE       |
| Iosif Matula                          | Romania     | Partito Democratico Liberale                                   | PPE       |
| Mario Mauro                           | Italia      | Il Popolo della Libertà                                        | PPE       |
| Kyriakos Mavronikolas                 | Cipro       | Movimento dei Socialdemocratici - EDEK                         | S&D       |
| Hans-Peter Mayer                      | Germania    | Unione Cristiano-Democratica di Germania                       | PPE       |
| Jaime Mayor Oreja                     | Spagna      | Partito Popolare                                               | PPE       |
| Erminia Mazzoni                       | Italia      | Il Popolo della Libertà                                        | PPE       |
| Linda McAvan                          | Regno Unito | Partito Laburista                                              | S&D       |
| Arlene McCarthy                       | Regno Unito | Partito Laburista                                              | S&D       |
| Emma McClarkin                        | Regno Unito | Partito Conservatore                                           | ECR       |
| Mairead McGuinness                    | Irlanda     | Fine Gael                                                      | PPE       |
| Edward McMillan-Scott                 | Regno Unito | Partito Conservatore                                           | ECR       |
| Gesine Meissner                       | Germania    | Partito Liberale Democratico                                   | ALDE      |
| Jean-Luc Mélenchon                    | Francia     | Fronte di Sinistra (Partito di Sinistra)                       | GUE/NGL   |
| Nuno Melo                             | Portogallo  | CDS - Partito Popolare                                         | PPE       |
| Judith A. Merkies                     | Paesi Bassi | Partito del Lavoro                                             | S&D       |
| Morten Messerschmidt                  | Danimarca   | Partito Popolare Danese                                        | EFD       |
| Alajos Mészáros                       | Slovacchia  | Partito della Coalizione Ungherese                             | PPE       |
| Willy Meyer                           | Spagna      | La Sinistra (Sinistra Unita)                                   | GUE/NGL   |
| Louis Michel                          | Belgio      | Movimento Riformatore                                          | ALDE      |
| Marek Henryk Migalski                 | Polonia     | Diritto e Giustizia                                            | ECR       |
| Miroslav Mikolášik                    | Slovacchia  | Movimento Cristiano-Democratico                                | PPE       |
| Guido Milana                          | Italia      | Partito Democratico                                            | S&D       |
| Francisco José Millán Mon             | Spagna      | Partito Popolare                                               | PPE       |
| Alexander Mirsky                      | Lettonia    | Centro dell'Armonia (Partito dell'Armonia Nazionale)           | S&D       |
| Gay Mitchell                          | Irlanda     | Fine Gael                                                      | PPE       |
| Andreas Mölzer                        | Austria     | Partito della Libertà Austriaco                                | NI        |
| Claude Moraes                         | Regno Unito | Partito Laburista                                              | S&D       |
| Vital Moreira                         | Portogallo  | Partito Socialista                                             | S&D       |
| Claudio Morganti                      | Italia      | Lega Nord                                                      | EFD       |
| Elisabeth Morin-Chartier              | Francia     | Unione per un Movimento Popolare                               | PPE       |
| Radvilė Morkūnaitė-Mikulėnienė        | Lituania    | Unione della Patria - Democratici Cristiani di Lituania        | PPE       |
| Krisztina Morvai                      | Ungheria    | Movimento per un'Ungheria Migliore                             | NI        |
| Tiziano Motti                         | Italia      | Unione di Centro                                               | PPE       |
| María Muñiz De Urquiza                | Spagna      | Partito Socialista Operaio Spagnolo                            | S&D       |
| Cristiana Muscardini                  | Italia      | Il Popolo della Libertà                                        | PPE       |
| Mike Nattrass                         | Regno Unito | Partito per l'Indipendenza del Regno Unito                     | EFD       |
| Norbert Neuser                        | Germania    | Partito Socialdemocratico di Germania                          | S&D       |
| Katarína Neveďalová                   | Slovacchia  | Direzione - Socialdemocrazia                                   | S&D       |
| Bill Newton Dunn                      | Regno Unito | Liberal Democratici                                            | ALDE      |
| Nadezhda Neynsky                      | Bulgaria    | Coalizione Blu (Unione delle Forze Democratiche)               | PPE       |
| Annemie Neyts-Uyttebroeck             | Belgio      | Liberali e Democratici Fiamminghi Aperti                       | ALDE      |
| James Nicholson                       | Regno Unito | Conservatori e Unionisti dell'Ulster                           | ECR       |
| Norica Nicolai                        | Romania     | Partito Nazionale Liberale                                     | ALDE      |
| Rareș-Lucian Niculescu                | Romania     | Partito Democratico Liberale                                   | PPE       |
| Angelika Niebler                      | Germania    | Unione Cristiano-Sociale in Baviera                            | PPE       |
| Sławomir Nitras                       | Polonia     | Piattaforma Civica                                             | PPE       |
| Paul Nuttall                          | Regno Unito | Partito per l'Indipendenza del Regno Unito                     | EFD       |
| Franz Obermayr                        | Austria     | Partito della Libertà Austriaco                                | NI        |
| Raimon Obiols                         | Spagna      | Partito Socialista Operaio Spagnolo                            | S&D       |
| Kristiina Ojuland                     | Estonia     | Partito Riformatore Estone                                     | ALDE      |
| Jan Olbrycht                          | Polonia     | Piattaforma Civica                                             | PPE       |
| Wojciech Michał Olejniczak            | Polonia     | Alleanza della Sinistra Democratica                            | S&D       |
| Ria Oomen-Ruijten                     | Paesi Bassi | Appello Cristiano Democratico                                  | PPE       |
| Csaba Őry                             | Ungheria    | Fidesz - Unione Civica Ungherese                               | PPE       |
| Miroslav Ouzký                        | Rep. Ceca   | Partito Democratico Civico                                     | ECR       |
| Siiri Oviir                           | Estonia     | Partito di Centro Estone                                       | ALDE      |
| Doris Pack                            | Germania    | Unione Cristiano-Democratica di Germania                       | PPE       |
| Ivari Padar                           | Estonia     | Partito Socialdemocratico                                      | S&D       |
| Athanasios Pafilīs                    | Grecia      | Partito Comunista di Grecia                                    | GUE/NGL   |
| Riikka Pakarinen                      | Finlandia   | Partito di Centro Finlandese                                   | ALDE      |
| Rolandas Paksas                       | Lituania    | Ordine e Giustizia                                             | EFD       |
| Justas Vincas Paleckis                | Lituania    | Partito Socialdemocratico di Lituania                          | S&D       |
| Chrysoula Paliadeli                   | Grecia      | Movimento Socialista Panellenico                               | S&D       |
| Alfredo Pallone                       | Italia      | Il Popolo della Libertà                                        | PPE       |
| Vladko Todorov Panayotov              | Bulgaria    | Movimento per i Diritti e le Libertà                           | ALDE      |
| Pier Antonio Panzeri                  | Italia      | Partito Democratico                                            | S&D       |
| Antigoni Papadopoulou                 | Cipro       | Partito Democratico                                            | S&D       |
| Giorgos Papakonstantinou              | Grecia      | Movimento Socialista Panellenico                               | S&D       |
| Georgios Papanikolaou                 | Grecia      | Nuova Democrazia                                               | PPE       |
| Georgios Papastamkos                  | Grecia      | Nuova Democrazia                                               | PPE       |
| Gilles Pargneaux                      | Francia     | Partito Socialista                                             | S&D       |
| Antonyia Parvanova                    | Bulgaria    | Movimento Nazionale per la Stabilità e il Progresso            | ALDE      |
| Ioan Mircea Pașcu                     | Romania     | Partito Social Democratico                                     | S&D       |
| Jaroslav Paška                        | Slovacchia  | Partito Nazionale Slovacco                                     | EFD       |
| Maria Do Céu Patrão Neves             | Portogallo  | Partito Social Democratico                                     | PPE       |
| Aldo Patriciello                      | Italia      | Il Popolo della Libertà                                        | PPE       |
| Marit Paulsen                         | Svezia      | Partito Popolare Liberale                                      | ALDE      |
| Vincent Peillon                       | Francia     | Partito Socialista                                             | S&D       |
| Andrés Perelló Rodríguez              | Spagna      | Partito Socialista Operaio Spagnolo                            | S&D       |
| Alojz Peterle                         | Slovenia    | Nuova Slovenia - Partito Popolare Cristiano                    | PPE       |
| Markus Pieper                         | Germania    | Unione Cristiano-Democratica di Germania                       | PPE       |
| Sirpa Pietikäinen                     | Finlandia   | Partito di Coalizione Nazionale                                | PPE       |
| Mirosław Piotrowski                   | Polonia     | Diritto e Giustizia                                            | ECR       |
| Mario Pirillo                         | Italia      | Partito Democratico                                            | S&D       |
| Gianni Pittella                       | Italia      | Partito Democratico                                            | S&D       |
| Athanasios Plevris                    | Grecia      | Raggruppamento Popolare Ortodosso                              | EFD       |
| Rovana Plumb                          | Romania     | Partito Social Democratico                                     | S&D       |
| Pavel Poc                             | Rep. Ceca   | Partito Social Democratico Ceco                                | S&D       |
| Anni Podimata                         | Grecia      | Movimento Socialista Panellenico                               | S&D       |
| Maurice Ponga                         | Francia     | UMP - Le Rassemblement                                         | PPE       |
| Tomasz Piotr Poręba                   | Polonia     | Diritto e Giustizia                                            | ECR       |
| Miguel Portas                         | Portogallo  | Blocco di Sinistra                                             | GUE/NGL   |
| Bernd Posselt                         | Germania    | Unione Cristiano-Sociale in Baviera                            | PPE       |
| Hans-Gert Pöttering                   | Germania    | Unione Cristiano-Democratica di Germania                       | PPE       |
| Konstantinos Poupakis                 | Grecia      | Nuova Democrazia                                               | PPE       |
| Cristian Dan Preda                    | Romania     | Partito Democratico Liberale                                   | PPE       |
| Vittorio Prodi                        | Italia      | Partito Democratico                                            | S&D       |
| Jacek Protasiewicz                    | Polonia     | Piattaforma Civica                                             | PPE       |
| Fiorello Provera                      | Italia      | Lega Nord                                                      | EFD       |
| Godelieve Quisthoudt-Rowohl           | Germania    | Unione Cristiano-Democratica di Germania                       | PPE       |
| Paulo Rangel                          | Portogallo  | Partito Social Democratico                                     | PPE       |
| Hella Ranner                          | Austria     | Partito Popolare Austriaco                                     | PPE       |
| Miloslav Ransdorf                     | Rep. Ceca   | Partito Comunista di Boemia e Moravia                          | GUE/NGL   |
| Bernhard Rapkay                       | Germania    | Partito Socialdemocratico di Germania                          | S&D       |
| Sylvana Rapti                         | Grecia      | Movimento Socialista Panellenico                               | S&D       |
| Evelyn Regner                         | Austria     | Partito Socialdemocratico d'Austria                            | S&D       |
| Britta Reimers                        | Germania    | Partito Liberale Democratico                                   | ALDE      |
| Vladimír Remek                        | Rep. Ceca   | Partito Comunista di Boemia e Moravia                          | GUE/NGL   |
| Mitro Repo                            | Finlandia   | Partito Socialdemocratico Finlandese                           | S&D       |
| Herbert Reul                          | Germania    | Unione Cristiano-Democratica di Germania                       | PPE       |
| Teresa Riera Madurell                 | Spagna      | Partito Socialista Operaio Spagnolo                            | S&D       |
| Frédérique Ries                       | Belgio      | Movimento Riformatore                                          | ALDE      |
| Niccolò Rinaldi                       | Italia      | Italia dei Valori                                              | ALDE      |
| Dominique Riquet                      | Francia     | UMP - Partito Radicale                                         | PPE       |
| Michèle Rivasi                        | Francia     | Europa Ecologia                                                | Verdi/ALE |
| Crescenzio Rivellini                  | Italia      | Il Popolo della Libertà                                        | PPE       |
| Robert Rochefort                      | Francia     | Movimento Democratico                                          | ALDE      |
| Ulrike Rodust                         | Germania    | Partito Socialdemocratico di Germania                          | S&D       |
| Jens Rohde                            | Danimarca   | Venstre                                                        | ALDE      |
| Zuzana Roithová                       | Rep. Ceca   | Unione Cristiana e Democratica - Partito Popolare Cecoslovacco | PPE       |
| Carmen Romero López                   | Spagna      | Partito Socialista Operaio Spagnolo                            | S&D       |
| Raül Romeva I Rueda                   | Spagna      | La Sinistra (Iniziativa per la Catalogna Verdi)                | Verdi/ALE |
| Licia Ronzulli                        | Italia      | Il Popolo della Libertà                                        | PPE       |
| Anna Rosbach                          | Danimarca   | Partito Popolare Danese                                        | EFD       |
| Oreste Rossi                          | Italia      | Lega Nord                                                      | EFD       |
| Dagmar Roth-Behrendt                  | Germania    | Partito Socialdemocratico di Germania                          | S&D       |
| Libor Rouček                          | Rep. Ceca   | Partito Social Democratico Ceco                                | S&D       |
| Paul Rübig                            | Austria     | Partito Popolare Austriaco                                     | PPE       |
| Alfreds Rubiks                        | Lettonia    | Centro dell'Armonia (Partito Socialista di Lettonia)           | GUE/NGL   |
| Heide Rühle                           | Germania    | Alleanza 90/I Verdi                                            | Verdi/ALE |
| Tokia Saïfi                           | Francia     | UMP - Partito Radicale                                         | PPE       |
| José Ignacio Salafranca Sánchez-Neyra | Spagna      | Partito Popolare                                               | PPE       |
| Potito Salatto                        | Italia      | Il Popolo della Libertà                                        | PPE       |
| Matteo Salvini                        | Italia      | Lega Nord                                                      | EFD       |
| Antolín Sánchez Presedo               | Spagna      | Partito Socialista Operaio Spagnolo                            | S&D       |
| Marie-Thérèse Sanchez-Schmid          | Francia     | UMP - Partito Radicale                                         | PPE       |
| Daciana Octavia Sârbu                 | Romania     | Partito Social Democratico                                     | S&D       |
| Judith Sargentini                     | Paesi Bassi | Sinistra Verde                                                 | Verdi/ALE |
| Amalia Sartori                        | Italia      | Il Popolo della Libertà                                        | PPE       |
| Jacek Saryusz-Wolski                  | Polonia     | Piattaforma Civica                                             | PPE       |
| David Maria Sassoli                   | Italia      | Partito Democratico                                            | S&D       |
| Algirdas Saudargas                    | Lituania    | Unione della Patria - Democratici Cristiani di Lituania        | PPE       |
| Vilja Savisaar-Toomast                | Estonia     | Partito di Centro Estone                                       | ALDE      |
| Marietje Schaake                      | Paesi Bassi | Democratici 66                                                 | ALDE      |
| Christel Schaldemose                  | Danimarca   | Socialdemocratici                                              | S&D       |
| Carl Schlyter                         | Svezia      | Partito Ambientalista i Verdi                                  | Verdi/ALE |
| Olle Schmidt                          | Svezia      | Partito Popolare Liberale                                      | ALDE      |
| Pál Schmitt                           | Ungheria    | Fidesz - Unione Civica Ungherese                               | PPE       |
| Horst Schnellhardt                    | Germania    | Unione Cristiano-Democratica di Germania                       | PPE       |
| Birgit Schnieber-Jastram              | Germania    | Unione Cristiano-Democratica di Germania                       | PPE       |
| Helmut Scholz                         | Germania    | La Sinistra                                                    | GUE/NGL   |
| György Schöpflin                      | Ungheria    | Fidesz - Unione Civica Ungherese                               | PPE       |
| Elisabeth Schroedter                  | Germania    | Alleanza 90/I Verdi                                            | Verdi/ALE |
| Martin Schulz                         | Germania    | Partito Socialdemocratico di Germania                          | S&D       |
| Werner Schulz                         | Germania    | Alleanza 90/I Verdi                                            | Verdi/ALE |
| Andreas Schwab                        | Germania    | Unione Cristiano-Democratica di Germania                       | PPE       |
| Edward Scicluna                       | Malta       | Partito Laburista                                              | S&D       |
| Giancarlo Scottà                      | Italia      | Lega Nord                                                      | EFD       |
| Marco Scurria                         | Italia      | Il Popolo della Libertà                                        | PPE       |
| Richard Seeber                        | Austria     | Partito Popolare Austriaco                                     | PPE       |
| Olga Sehnalová                        | Rep. Ceca   | Partito Social Democratico Ceco                                | S&D       |
| Joanna Senyszyn                       | Polonia     | Alleanza della Sinistra Democratica                            | S&D       |
| Debora Serracchiani                   | Italia      | Partito Democratico                                            | S&D       |
| Adrian Severin                        | Romania     | Partito Social Democratico                                     | S&D       |
| Czesław Adam Siekierski               | Polonia     | Partito Popolare Polacco                                       | PPE       |
| Sergio Paolo Francesco Silvestris     | Italia      | Il Popolo della Libertà                                        | PPE       |
| Peter Simon                           | Germania    | Partito Socialdemocratico di Germania                          | S&D       |
| Brian Simpson                         | Regno Unito | Partito Laburista                                              | S&D       |
| Nicole Sinclaire                      | Regno Unito | Partito per l'Indipendenza del Regno Unito                     | EFD       |
| Birgit Sippel                         | Germania    | Partito Socialdemocratico di Germania                          | S&D       |
| Marek Siwiec                          | Polonia     | Alleanza della Sinistra Democratica                            | S&D       |
| Peter Skinner                         | Regno Unito | Partito Laburista                                              | S&D       |
| Joanna Katarzyna Skrzydlewska         | Polonia     | Piattaforma Civica                                             | PPE       |
| Theodoros Skylakakis                  | Grecia      | Nuova Democrazia                                               | PPE       |
| Alyn Smith                            | Regno Unito | Partito Nazionale Scozzese                                     | Verdi/ALE |
| Monika Smolková                       | Slovacchia  | Direzione - Socialdemocrazia                                   | S&D       |
| Csaba Sógor                           | Romania     | Unione Democratica Magiara di Romania                          | PPE       |
| Timo Soini                            | Finlandia   | Veri Finlandesi                                                | EFD       |
| Renate Sommer                         | Germania    | Unione Cristiano-Democratica di Germania                       | PPE       |
| Søren Bo Søndergaard                  | Danimarca   | Movimento Popolare contro l'UE                                 | GUE/NGL   |
| Bogusław Sonik                        | Polonia     | Piattaforma Civica                                             | PPE       |
| Francisco Sosa Wagner                 | Spagna      | Unione Progresso e Democrazia                                  | NI        |
| Catherine Soullie                     | Francia     | Unione per un Movimento Popolare                               | PPE       |
| Francesco Enrico Speroni              | Italia      | Lega Nord                                                      | EFD       |
| Bart Staes                            | Belgio      | Verdi                                                          | Verdi/ALE |
| Laurence J.A.J. Stassen               | Paesi Bassi | Partito per la Libertà                                         | NI        |
| Peter Šťastný                         | Slovacchia  | Unione Democratica e Cristiana Slovacca - Partito Democratico  | PPE       |
| Georgios Stavrakakis                  | Grecia      | Movimento Socialista Panellenico                               | S&D       |
| Jutta Steinruck                       | Germania    | Partito Socialdemocratico di Germania                          | S&D       |
| Dirk Sterckx                          | Belgio      | Liberali e Democratici Fiamminghi Aperti                       | ALDE      |
| Struan Stevenson                      | Regno Unito | Partito Conservatore                                           | ECR       |
| Catherine Stihler                     | Regno Unito | Partito Laburista                                              | S&D       |
| Theodor Dumitru Stolojan              | Romania     | Partito Democratico Liberale                                   | PPE       |
| Dimitar Stoyanov                      | Bulgaria    | Unione Nazionale Attacco                                       | NI        |
| Emil Stoyanov                         | Bulgaria    | Cittadini per lo Sviluppo Europeo della Bulgaria               | PPE       |
| Ernst Strasser                        | Austria     | Partito Popolare Austriaco                                     | PPE       |
| Ivo Strejček                          | Rep. Ceca   | Partito Democratico Civico                                     | ECR       |
| Michèle Striffler                     | Francia     | UMP - La Sinistra Moderna                                      | PPE       |
| Robert Sturdy                         | Regno Unito | Partito Conservatore                                           | ECR       |
| László Surján                         | Ungheria    | Fidesz - Unione Civica Ungherese                               | PPE       |
| Gianluca Susta                        | Italia      | Partito Democratico                                            | S&D       |
| Alf Svensson                          | Svezia      | Democratici Cristiani                                          | PPE       |
| Eva-Britt Svensson                    | Svezia      | Partito della Sinistra                                         | GUE/NGL   |
| Kay Swinburne                         | Regno Unito | Partito Conservatore                                           | ECR       |
| Hannes Swoboda                        | Austria     | Partito Socialdemocratico d'Austria                            | S&D       |
| József Szájer                         | Ungheria    | Fidesz - Unione Civica Ungherese                               | PPE       |
| Csanád Szegedi                        | Ungheria    | Movimento per un'Ungheria Migliore                             | NI        |
| Konrad Szymański                      | Polonia     | Diritto e Giustizia                                            | ECR       |
| Csaba Sándor Tabajdi                  | Ungheria    | Partito Socialista Ungherese                                   | S&D       |
| Hannu Takkula                         | Finlandia   | Partito di Centro Finlandese                                   | ALDE      |
| Claudiu Ciprian Tănăsescu             | Romania     | Partito Grande Romania                                         | NI        |
| Charles Tannock                       | Regno Unito | Partito Conservatore                                           | ECR       |
| Indrek Tarand                         | Estonia     | Indipendente                                                   | Verdi/ALE |
| Salvatore Tatarella                   | Italia      | Il Popolo della Libertà                                        | PPE       |
| Rui Tavares                           | Portogallo  | Blocco di Sinistra                                             | GUE/NGL   |
| Nuno Teixeira                         | Portogallo  | Partito Social Democratico                                     | PPE       |
| Zoran Thaler                          | Slovenia    | Socialdemocratici                                              | S&D       |
| Alexandra Thein                       | Germania    | Partito Liberale Democratico                                   | ALDE      |
| Eleni Theocharous                     | Cipro       | Raggruppamento Democratico                                     | PPE       |
| Michael Theurer                       | Germania    | Partito Liberale Democratico                                   | ALDE      |
| Britta Thomsen                        | Danimarca   | Socialdemocratici                                              | S&D       |
| Róża Thun Und Hohenstein              | Polonia     | Piattaforma Civica                                             | PPE       |
| Marianne Thyssen                      | Belgio      | Cristiano-Democratici e Fiamminghi                             | PPE       |
| Silvia-Adriana Țicău                  | Romania     | Partito Social Democratico                                     | S&D       |
| Patrice Tirolien                      | Francia     | Partito Socialista                                             | S&D       |
| Patrizia Toia                         | Italia      | Partito Democratico                                            | S&D       |
| László Tőkés                          | Romania     | Unione Democratica Magiara di Romania                          | PPE       |
| Valdemar Tomaševski                   | Lituania    | Azione Elettorale dei Polacchi in Lituania                     | ECR       |
| Evžen Tošenovský                      | Rep. Ceca   | Partito Democratico Civico                                     | ECR       |
| Georgios Toussas                      | Grecia      | Partito Comunista di Grecia                                    | GUE/NGL   |
| Catherine Trautmann                   | Francia     | Partito Socialista                                             | S&D       |
| Michail Tremopoulos                   | Grecia      | Verdi Ecologisti                                               | Verdi/ALE |
| Ramon Tremosa I Balcells              | Spagna      | Coalizione per l'Europa (Convergenza Democratica di Catalogna) | ALDE      |
| Kyriacos Triantaphyllides             | Cipro       | Partito Progressista dei Lavoratori                            | GUE/NGL   |
| Helga Trüpel                          | Germania    | Alleanza 90/I Verdi                                            | Verdi/ALE |
| Rafał Trzaskowski                     | Polonia     | Piattaforma Civica                                             | PPE       |
| Ioannis A. Tsoukalas                  | Grecia      | Nuova Democrazia                                               | PPE       |
| Claude Turmes                         | Lussemburgo | I Verdi                                                        | Verdi/ALE |
| Emilie Turunen                        | Danimarca   | Partito Popolare Socialista                                    | Verdi/ALE |
| Niki Tzavela                          | Grecia      | Raggruppamento Popolare Ortodosso                              | EFD       |
| Giommaria Uggias                      | Italia      | Italia dei Valori                                              | ALDE      |
| Thomas Ulmer                          | Germania    | Unione Cristiano-Democratica di Germania                       | PPE       |
| Marita Ulvskog                        | Svezia      | Partito Socialdemocratico dei Lavoratori di Svezia             | S&D       |
| Traian Ungureanu                      | Romania     | Partito Democratico Liberale                                   | PPE       |
| Vladimir Urutchev                     | Bulgaria    | Cittadini per lo Sviluppo Europeo della Bulgaria               | PPE       |
| Viktor Uspaskich                      | Lituania    | Partito del Lavoro                                             | ALDE      |
| Corneliu Vadim Tudor                  | Romania     | Partito Grande Romania                                         | NI        |
| Inese Vaidere                         | Lettonia    | Unione Civica                                                  | PPE       |
| Ivo Vajgl                             | Slovenia    | Zares                                                          | ALDE      |
| Adina-Ioana Vălean                    | Romania     | Partito Nazionale Liberale                                     | ALDE      |
| Johannes Cornelis van Baalen          | Paesi Bassi | Partito Popolare per la Libertà e la Democrazia                | ALDE      |
| Kathleen Van Brempt                   | Belgio      | Partito Socialista Differente                                  | S&D       |
| Peter van Dalen                       | Paesi Bassi | Unione Cristiana                                               | ECR       |
| Wim van de Camp                       | Paesi Bassi | Appello Cristiano Democratico                                  | PPE       |
| Daniël van der Stoep                  | Paesi Bassi | Partito per la Libertà                                         | NI        |
| Lambert van Nistelrooij               | Paesi Bassi | Appello Cristiano Democratico                                  | PPE       |
| Frank Vanhecke                        | Belgio      | Vlaams Belang                                                  | NI        |
| Geoffrey van Orden                    | Regno Unito | Partito Conservatore                                           | ECR       |
| Gianni Vattimo                        | Italia      | Italia dei Valori                                              | ALDE      |
| Derek Vaughan                         | Regno Unito | Partito Laburista                                              | S&D       |
| Marie-Christine Vergiat               | Francia     | Fronte di Sinistra                                             | GUE/NGL   |
| Bernadette Vergnaud                   | Francia     | Partito Socialista                                             | S&D       |
| Sabine Verheyen                       | Germania    | Unione Cristiano-Democratica di Germania                       | PPE       |
| Guy Verhofstadt                       | Belgio      | Liberali e Democratici Fiamminghi Aperti                       | ALDE      |
| Alejo Vidal-Quadras                   | Spagna      | Partito Popolare                                               | PPE       |
| Kristian Vigenin                      | Bulgaria    | Coalizione per la Bulgaria (Partito Socialista Bulgaro)        | S&D       |
| Oldřich Vlasák                        | Rep. Ceca   | Partito Democratico Civico                                     | ECR       |
| Dominique Vlasto                      | Francia     | Unione per un Movimento Popolare                               | PPE       |
| Axel Voss                             | Germania    | Unione Cristiano-Democratica di Germania                       | PPE       |
| Jarosław Wałęsa                       | Polonia     | Piattaforma Civica                                             | PPE       |
| Diana Wallis                          | Regno Unito | Liberal Democratici                                            | ALDE      |
| Sir Graham Watson                     | Regno Unito | Liberal Democratici                                            | ALDE      |
| Henri Weber                           | Francia     | Partito Socialista                                             | S&D       |
| Manfred Weber                         | Germania    | Unione Cristiano-Sociale in Baviera                            | PPE       |
| Renate Weber                          | Romania     | Partito Nazionale Liberale                                     | ALDE      |
| Barbara Weiler                        | Germania    | Partito Socialdemocratico di Germania                          | S&D       |
| Anja Weisgerber                       | Germania    | Unione Cristiano-Sociale in Baviera                            | PPE       |
| Angelika Werthmann                    | Austria     | Lista Hans-Peter Martin                                        | NI        |
| Åsa Westlund                          | Svezia      | Partito Socialdemocratico dei Lavoratori di Svezia             | S&D       |
| Kerstin Westphal                      | Germania    | Partito Socialdemocratico di Germania                          | S&D       |
| Rainer Wieland                        | Germania    | Unione Cristiano-Democratica di Germania                       | PPE       |
| Cecilia Wikström                      | Svezia      | Partito Popolare Liberale                                      | ALDE      |
| Dame Glenis Willmott                  | Regno Unito | Partito Laburista                                              | S&D       |
| Sabine Wils                           | Germania    | La Sinistra                                                    | GUE/NGL   |
| Hermann Winkler                       | Germania    | Unione Cristiano-Democratica di Germania                       | PPE       |
| Iuliu Winkler                         | Romania     | Unione Democratica Magiara di Romania                          | PPE       |
| Jacek Włosowicz                       | Polonia     | Diritto e Giustizia                                            | ECR       |
| Janusz Wojciechowski                  | Polonia     | Diritto e Giustizia                                            | ECR       |
| Corien Wortmann-Kool                  | Paesi Bassi | Appello Cristiano Democratico                                  | PPE       |
| Luis Yáñez-Barnuevo García            | Spagna      | Partito Socialista Operaio Spagnolo                            | S&D       |
| Marina Yannakoudakis                  | Regno Unito | Partito Conservatore                                           | ECR       |
| Anna Záborská                         | Slovacchia  | Movimento Cristiano-Democratico                                | PPE       |
| Jan Zahradil                          | Rep. Ceca   | Partito Democratico Civico                                     | ECR       |
| Boris Zala                            | Slovacchia  | Direzione - Socialdemocrazia                                   | S&D       |
| Pablo Zalba Bidegain                  | Spagna      | Partito Popolare                                               | PPE       |
| Paweł Zalewski                        | Polonia     | Piattaforma Civica                                             | PPE       |
| Iva Zanicchi                          | Italia      | Il Popolo della Libertà                                        | PPE       |
| Artur Zasada                          | Polonia     | Piattaforma Civica                                             | PPE       |
| Tatjana Ždanoka                       | Lettonia    | Per i Diritti Umani nella Lettonia Unita                       | Verdi/ALE |
| Rumjana Želeva                        | Bulgaria    | Cittadini per lo Sviluppo Europeo della Bulgaria               | PPE       |
| Joachim Zeller                        | Germania    | Unione Cristiano-Democratica di Germania                       | PPE       |
| Janusz Zemke                          | Polonia     | Alleanza della Sinistra Democratica                            | S&D       |
| Roberts Zīle                          | Lettonia    | Per la Patria e la Libertà/LNNK                                | ECR       |
| Gabriele Zimmer                       | Germania    | La Sinistra                                                    | GUE/NGL   |
| Zbigniew Ziobro                       | Polonia     | Diritto e Giustizia                                            | ECR       |
| Milan Zver                            | Slovenia    | Partito Democratico Sloveno                                    | PPE       |
| Tadeusz Zwiefka                       | Polonia     | Piattaforma Civica                                             | PPE       |

## Modifiche intervenute

### Modifiche intervenute nella composizione del Parlamento
| Uscente                              | Entrante                              | Stato       | Lista                                                          | Gruppo    | Data       |
| ------------------------------------ | ------------------------------------- | ----------- | -------------------------------------------------------------- | --------- | ---------- |
| Jean-Claude Marcourt                 | Marc Tarabella                        | Belgio      | Partito Socialista                                             | S&D       | 16.07.2009 |
| Rumiana Jeleva                       | Andrey Kovatchev                      | Bulgaria    | Cittadini per lo Sviluppo Europeo della Bulgaria               | PPE       | 24.08.2009 |
| Giorgos Papakonstantinou             | Spyros Danellis                       | Grecia      | Movimento Socialista Panellenico                               | S&D       | 08.10.2009 |
| Athanasios Pafilīs                   | Charalampos Angourakis                | Grecia      | Partito Comunista di Grecia                                    | GUE/NGL   | 14.10.2009 |
| Athanasios Plevris                   | Nikolaos Salavrakos                   | Grecia      | Raggruppamento Popolare Ortodosso                              | EFD       | 14.10.2009 |
| Michel Barnier                       | Constance Le Grip                     | Francia     | Unione per un Movimento Popolare                               | PPE       | 10.02.2010 |
| Janusz Lewandowski                   | Jan Kozłowski                         | Polonia     | Piattaforma Civica                                             | PPE       | 04.03.2010 |
| Zoltán Balczó                        | Béla Kovács                           | Ungheria    | Movimento per un'Ungheria Migliore                             | NI        | 31.05.2010 |
| Pál Schmitt                          | Ildikó Gáll-Pelcz                     | Ungheria    | Fidesz - Unione Civica Ungherese                               | PPE       | 02.06.2010 |
| Caroline Lucas                       | Keith Taylor                          | Regno Unito | Partito Verde di Inghilterra e Galles                          | Verdi/ALE | 02.06.2010 |
| Louis Bontes                         | Lucas Hartong                         | Paesi Bassi | Partito per la Libertà                                         | NI        | 22.06.2010 |
| Jeanine Hennis-Plasschaert           | Jan Mulder                            | Paesi Bassi | Partito Popolare per la Libertà e la Democrazia                | ALDE      | 22.06.2010 |
| Magdalena Alvarez                    | Sergio Gutiérrez Prieto               | Spagna      | Partito Socialista Operaio Spagnolo                            | S&D       | 19.07.2010 |
| Enikő Győri                          | Zoltán Bagó                           | Ungheria    | Fidesz - Unione Civica Ungherese                               | PPE       | 12.09.2010 |
| Ramon Jauregui Atondo                | María Irigoyen Pérez                  | Spagna      | Partito Socialista Operaio Spagnolo                            | S&D       | 16.11.2010 |
| Pascale Gruny                        | Philippe Boulland                     | Francia     | Unione per un Movimento Popolare                               | PPE       | 15.12.2010 |
| Christophe Béchu                     | Agnès Le Brun                         | Francia     | Unione per un Movimento Popolare                               | PPE       | 01.01.2011 |
| Catherine Soullie                    | Brice Hortefeux                       | Francia     | Unione per un Movimento Popolare                               | PPE       | 24.03.2011 |
| Ernst Strasser                       | Hubert Pirker                         | Austria     | Partito Popolare Austriaco                                     | PPE       | 31.03.2011 |
| Hella Ranner                         | Heinz K. Becker                       | Austria     | Partito Popolare Austriaco                                     | PPE       | 01.04.2011 |
| Joe Higgins                          | Paul Murphy                           | Irlanda     | Partito Socialista                                             | GUE/NGL   | 01.04.2011 |
| Zoran Thaler                         | Mojca Kleva Kekuš                     | Slovenia    | Socialdemocratici                                              | S&D       | 13.04.2011 |
| Alan Kelly                           | Phil Prendergast                      | Irlanda     | Partito Laburista                                              | S&D       | 21.04.2011 |
| Timo Soini                           | Sampo Terho                           | Finlandia   | Veri Finlandesi                                                | EFD       | 26.04.2011 |
| Giovanni Collino                     | Giuseppe Gargani                      | Italia      | Il Popolo della Libertà                                        | PPE       | 06.06.2011 |
| Heidi Hautala                        | Tarja Cronberg                        | Finlandia   | Lega Verde                                                     | Verdi/ALE | 22.06.2011 |
| Stavros Lambrinidis                  | Dimitrios Droutsas                    | Grecia      | Movimento Socialista Panellenico                               | S&D       | 22.06.2011 |
| Dominique Baudis                     | Franck Proust                         | Francia     | Unione per un Movimento Popolare                               | PPE       | 23.06.2011 |
| Luigi de Magistris                   | Andrea Zanoni                         | Italia      | Italia dei Valori                                              | ALDE      | 19.07.2011 |
| Dirk Sterckx                         | Philippe De Backer                    | Belgio      | Liberali e Democratici Fiamminghi Aperti                       | ALDE      | 07.09.2011 |
| Daniël van der Stoep                 | Auke Zijlstra                         | Paesi Bassi | Partito per la Libertà                                         | NI        | 13.09.2011 |
| Eva-Britt Svensson                   | Mikael Gustafsson                     | Svezia      | Partito della Sinistra                                         | GUE/NGL   | 22.09.2011 |
| Lena Ek                              | Kent Johansson                        | Svezia      | Partito di Centro                                              | ALDE      | 21.10.2011 |
| Oriol Junqueras I Vies               | Ana Maria Miranda Paz #               | Spagna      | Europa dei Popoli (Blocco Nazionalista Galiziano)              | Verdi/ALE | 01.01.2012 |
| Élie Hoarau                          | Younous Omarjee                       | Francia     | Alleanza d'Oltremare (Indipendente)                            | GUE/NGL   | 04.01.2012 |
| José Manuel García-Margallo Y Marfil | María Auxiliadora Correa Zamora       | Spagna      | Partito Popolare                                               | PPE       | 13.01.2012 |
| Íñigo Méndez De Vigo                 | Juan Andrés Naranjo Escobar           | Spagna      | Partito Popolare                                               | PPE       | 13.01.2012 |
| Ilda Figueiredo                      | Inês Cristina Zuber                   | Portogallo  | Coalizione Democratica Unitaria (Partito Comunista Portoghese) | GUE/NGL   | 18.01.2012 |
| Michail Tremopoulos                  | Nikos Chrysogelos                     | Grecia      | Verdi Ecologisti                                               | Verdi/ALE | 02.02.2012 |
| Elizabeth Lynne                      | Phil Bennion                          | Regno Unito | Liberal Democratici                                            | ALDE      | 06.02.2012 |
| Proinsias De Rossa                   | Emer Costello                         | Irlanda     | Partito Laburista                                              | S&D       | 15.02.2012 |
| Ville Itälä                          | Petri Sarvamaa (Risto E. J. Penttilä) | Finlandia   | Partito di Coalizione Nazionale                                | PPE       | 01.03.2012 |
| Diana Wallis                         | Rebecca Taylor                        | Regno Unito | Liberal Democratici                                            | ALDE      | 08.03.2012 |
| Kurt Lechner                         | Birgit Collin-Langen                  | Germania    | Unione Cristiano-Democratica di Germania                       | PPE       | 17.03.2012 |
| Miguel Portas                        | Alda Sousa                            | Portogallo  | Blocco di Sinistra                                             | GUE/NGL   | 09.05.2012 |
| Kader Arif                           | Éric Andrieu                          | Francia     | Partito Socialista                                             | S&D       | 16.05.2012 |
| Pascal Canfin                        | Jean-Jacob Bicep #                    | Francia     | Europa Ecologia                                                | Verdi/ALE | 16.05.2012 |
| Stéphane Le Foll                     | Isabelle Thomas                       | Francia     | Partito Socialista                                             | S&D       | 16.05.2012 |
| Vincent Peillon                      | Karim Zéribi #                        | Francia     | Partito Socialista                                             | Verdi/ALE | 16.05.2012 |
| Rovana Plumb                         | Minodora Cliveti                      | Romania     | Partito Social Democratico                                     | S&D       | 18.05.2012 |
| János Áder                           | Erik Bánki #                          | Ungheria    | Fidesz - Unione Civica Ungherese                               | PPE       | 01.06.2012 |
| Bairbre De Brún                      | Martina Anderson                      | Regno Unito | Sinn Féin                                                      | GUE/NGL   | 12.06.2012 |
| Michel Dantin                        | Nora Berra                            | Francia     | Unione per un Movimento Popolare                               | PPE       | 16.06.2012 |
| Estelle Grelier                      | Jean Louis Cottigny                   | Francia     | Partito Socialista                                             | S&D       | 17.06.2012 |
| Damien Abad                          | Michel Dantin                         | Francia     | Unione per un Movimento Popolare                               | PPE       | 17.06.2012 |
| Carl Haglund                         | Nils Torvalds                         | Finlandia   | Partito Popolare Svedese                                       | ALDE      | 05.07.2012 |
| Jiří Havel                           | Vojtěch Mynář                         | Rep. Ceca   | Partito Social Democratico Ceco                                | S&D       | 23.07.2012 |
| Kyriakos Mavronikolas                | Sophocles Sophocleous                 | Cipro       | Movimento dei Socialdemocratici - EDEK                         | S&D       | 01.09.2012 |
| Barry Madlener                       | Patricia van der Kammen               | Paesi Bassi | Partito per la Libertà                                         | NI        | 03.10.2012 |
| Viktor Uspaskich                     | Justina Vitkauskaitė Bernard          | Lituania    | Partito del Lavoro                                             | ALDE      | 21.11.2012 |
| Emil Stoyanov                        | Monika Panayotova                     | Bulgaria    | Cittadini per lo Sviluppo Europeo della Bulgaria               | PPE       | 06.12.2012 |
| Rosario Crocetta                     | Francesca Barracciu #                 | Italia      | Partito Democratico                                            | S&D       | 17.12.2012 |
| Iliana Ivanova                       | Preslav Borissov                      | Bulgaria    | Cittadini per lo Sviluppo Europeo della Bulgaria               | PPE       | 01.01.2013 |
| George Becali                        | Dan Dumitru Zamfirescu                | Romania     | Partito Grande Romania                                         | NI        | 09.01.2013 |
| Frieda Brepoels                      | Mark Demesmaeker                      | Belgio      | Nuova Alleanza Fiamminga                                       | Verdi/ALE | 01.02.2013 |
| Ioannis Kasoulides                   | Andreas Pitsillides                   | Cipro       | Raggruppamento Democratico                                     | PPE       | 04.03.2013 |
| Gabriele Albertini                   | Fabrizio Bertot                       | Italia      | Il Popolo della Libertà                                        | PPE       | 12.04.2013 |
| Gianluca Susta                       | Franco Bonanini                       | Italia      | Partito Democratico (poi indipendente)                         | NI        | 12.04.2013 |
| Mario Mauro                          | Susy De Martini                       | Italia      | Il Popolo della Libertà                                        | ECR       | 12.04.2013 |
| Louis Grech                          | Claudette Abela Baldacchino           | Malta       | Partito Laburista                                              | S&D       | 25.04.2013 |
| Simon Busuttil                       | Roberta Metsola                       | Malta       | Partito Nazionalista                                           | PPE       | 25.04.2013 |
| Edward Scicluna                      | Marlene Mizzi                         | Malta       | Partito Laburista                                              | S&D       | 25.04.2013 |
| Debora Serracchiani                  | Franco Frigo                          | Italia      | Partito Democratico                                            | S&D       | 07.05.2013 |
| Kristian Vigenin                     | Marusya Lyubcheva                     | Bulgaria    | Coalizione per la Bulgaria (Partito Socialista Bulgaro)        | S&D       | 07.06.2013 |
| Ana Maria Miranda Paz                | Iñaki Irazabalbeitia Fernández        | Spagna      | Europa dei Popoli (Aralar)                                     | Verdi/ALE | 11.07.2013 |
| Cristian-Silviu Bușoi                | Eduard-Raul Hellvig                   | Romania     | Partito Nazionale Liberale                                     | ALDE      | 04.09.2013 |
| Ramona Nicole Mănescu                | Ovidiu Ioan Silaghi #                 | Romania     | Partito Nazionale Liberale                                     | ALDE      | 04.09.2013 |
| Lothar Bisky                         | Martina Michels                       | Germania    | La Sinistra                                                    | GUE/NGL   | 05.09.2013 |
| Anja Weisgerber                      | Gabriele Stauner                      | Germania    | Unione Cristiano-Sociale in Baviera                            | PPE       | 30.10.2013 |
| Franziska Katharina Brantner         | Hiltrud Breyer                        | Germania    | Alleanza 90/I Verdi                                            | Verdi/ALE | 31.10.2013 |
| Dan Jørgensen                        | Claus Larsen-Jensen                   | Danimarca   | Socialdemocratici                                              | S&D       | 13.12.2013 |
| Rafał Trzaskowski                    | Tadeusz Ross                          | Polonia     | Piattaforma Civica                                             | PPE       | 17.12.2013 |
| Lena Kolarska-Bobińska               | Zbigniew Zaleski                      | Polonia     | Piattaforma Civica                                             | PPE       | 17.12.2013 |
| Vladimír Remek                       | Věra Flasarová                        | Rep. Ceca   | Partito Comunista di Boemia e Moravia                          | GUE/NGL   | 13.01.2014 |
| Søren Bo Søndergaard                 | Rina Ronja Kari                       | Danimarca   | Movimento Popolare contro l'UE                                 | GUE/NGL   | 05.02.2014 |
| Francesca Barracciu                  | Giovanni Barbagallo                   | Italia      | Partito Democratico                                            | S&D       | 11.03.2014 |
| Klaus-Heiner Lehne                   | Annette Koewius                       | Germania    | Unione Cristiano-Democratica di Germania                       | PPE       | 12.03.2014 |
| Ivari Padar                          | Katrin Saks                           | Estonia     | Partito Socialdemocratico                                      | S&D       | 07.04.2014 |
| Harlem Désir                         | Christine Revault d'Allonnes-Bonnefoy | Francia     | Partito Socialista                                             | S&D       | 09.04.2014 |
| Maria Da Graça Carvalho              | Joaquim Cruz                          | Portogallo  | Partito Social Democratico                                     | PPE       | 01.05.2014 |
| Jean-Jacob Bicep                     | Pascal Canfin                         | Francia     | Europa Ecologia                                                | Verdi/ALE | 03.05.2014 |
| Karim Zéribi                         | Vincent Peillon                       | Francia     | Partito Socialista                                             | S&D       | 03.05.2014 |
| Erik Bánki                           | Balázs Hidvéghi                       | Ungheria    | Fidesz - Unione Civica Ungherese                               | PPE       | 15.05.2014 |
| Charalampos Angourakis               | Georgios Gkikopoulos                  | Grecia      | Partito Comunista di Grecia                                    | GUE/NGL   | 19.05.2014 |
| Ovidiu Ioan Silaghi                  | Roberto Dietrich                      | Romania     | Partito Nazionale Liberale                                     | ALDE      | 11.06.2014 |

- Sono indicati con # gli europarlamentari entrati in carica per surrogazione e che sono stati a loro volta sostituiti nel corso della legislatura.
- Europarlamentari surrogati che hanno successivamente riassunto la carica di europarlamentare: Daniël van der Stoep (che, assunto e terminato l'incarico, riassume la carica in qualità di assegnatario del seggio ulteriore spettante ai Paesi Bassi per effetto dell'entrata in vigore del Trattato di Lisbona); Michel Dantin (che, assunto l'incarico all'inizio della legislatura in qualità di sostituto, termina il mandato una volta proclamato eletto l'europarlamentare da lui sostituito e subentra poi ad altro europarlamentare uscente), Pascal Canfin e Vincent Peillon (che, assunto e terminato l'incarico, subentrano di nuovo ai loro rispettivi sostituti).

### Modifiche intervenute per effetto dell'entrata in vigore del Trattato di Lisbona
In conseguenza dell'entrata in vigore del Trattato di Lisbona, il numero complessivo degli europarlamentari aumentò a 754. Furono pertanto proclamati, con effetto dal dicembre 2011, 18 ulteriori europarlamentari. 
| Europarlamentare                | Paese       | Lista/partito                                             | Gruppo    |
| ------------------------------- | ----------- | --------------------------------------------------------- | --------- |
| Amelia Andersdotter             | Svezia      | Partito Pirata                                            | Verdi/ALE |
| Arkadiusz Tomasz Bratkowski     | Polonia     | Partito Popolare Polacco                                  | PPE       |
| Yves Cochet                     | Francia     | Europa Ecologia                                           | Verdi/ALE |
| Joseph Cuschieri                | Malta       | Partito Laburista                                         | S&D       |
| Vicente Miguel Garcés Ramón     | Spagna      | Partito Socialista Operaio Spagnolo                       | S&D       |
| Dolores García-Hierro Caraballo | Spagna      | Partito Socialista Operaio Spagnolo                       | S&D       |
| Svetoslav Hristov Malinov       | Bulgaria    | Coalizione Blu (Democratici per una Bulgaria Forte)       | PPE       |
| Zofija Mazej Kukovič            | Slovenia    | Partito Democratico Sloveno                               | PPE       |
| Anthea McIntyre                 | Regno Unito | Partito Conservatore                                      | ECR       |
| Jens Nilsson                    | Svezia      | Partito Socialdemocratico dei Lavoratori di Svezia        | S&D       |
| Eva Ortiz Vilella               | Spagna      | Partito Popolare                                          | PPE       |
| Jean Roatta                     | Francia     | Unione per un Movimento Popolare                          | PPE       |
| Kārlis Šadurskis                | Lettonia    | Unione Civica (confluito in Unità)                        | PPE       |
| Salvador Sedó I Alabart         | Spagna      | Coalizione per l'Europa (Unione Democratica di Catalogna) | PPE       |
| Ewald Stadler                   | Austria     | Alleanza per il Futuro dell'Austria                       | NI        |
| Gino Trematerra                 | Italia      | Unione di Centro                                          | PPE       |
| Daniël van der Stoep            | Paesi Bassi | Partito per la Libertà                                    | NI        |
| Josef Weidenholzer              | Austria     | Partito Socialdemocratico d'Austria                       | S&D       |

### Modifiche intervenute per effetto dell'adesione della Croazia all'Unione europea
Europarlamentari subentrati in data 1º luglio 2013.
| Europarlamentare         | Lista                                         | Gruppo  |
| ------------------------ | --------------------------------------------- | ------- |
| Marino Baldini           | Partito Socialdemocratico di Croazia          | S&D     |
| Biljana Borzan           | Partito Socialdemocratico di Croazia          | S&D     |
| Zdravka Bušić            | Unione Democratica Croata                     | PPE     |
| Ivana Maletić            | Unione Democratica Croata                     | PPE     |
| Sandra Petrović Jakovina | Partito Socialdemocratico di Croazia          | S&D     |
| Tonino Picula            | Partito Socialdemocratico di Croazia          | S&D     |
| Andrej Plenković         | Unione Democratica Croata                     | PPE     |
| Davor Ivo Stier          | Unione Democratica Croata                     | PPE     |
| Dubravka Šuica           | Unione Democratica Croata                     | PPE     |
| Ruža Tomašić             | Partito Croato dei Diritti dr. Ante Starčević | ECR     |
| Oleg Valjalo             | Partito Socialdemocratico di Croazia          | S&D     |
| Nikola Vuljanić          | Laburisti Croati - Partito del Lavoro         | GUE/NGL |